# Xochitl Gomez
Xochitl Gomez (/ˈsoʊtʃi/ SOH-chee) là một nữ diễn viên người Mỹ. Cô được biết đến với vai diễn Dawn Schafer trong phần 1 của loạt phim truyền hình trực tuyến Netflix The Baby-Sitters Club. Vào tháng 10 năm 2020, Gomez được chọn vào vai America Chavez trong bộ phim Doctor Strange in the Multiverse of Madness (2022) của Vũ trụ Điện ảnh Marvel.

## Đầu đời
Gomez được sinh ra ở Los Angeles, California có cha mẹ là người gốc Mexico.

## Sự nghiệp
Gomez bắt đầu tham gia diễn xuất ở tuổi 5 trong các vở nhạc kịch địa phương. Trước khi xuất hiện trong The Baby-Sitters Club, Gomez đã có các vai diễn trong phim truyền hình Gentefied, Raven's Home và You're the Worst. Vào năm 2020, Gomez đã giành được Giải thưởng Nghệ sĩ Trẻ cho Nghệ sĩ Thanh thiếu niên hỗ trợ cho tác phẩm của cô trong bộ phim năm 2019, Shadow Wolves. Vào tháng 3 năm 2021, Netflix tái hiện vai Dawn Schafer trong phần 2 của The Baby-Sitters Club do xung đột lịch trình với Gomez khi quay Phù thủy tối thượng trong Đa vũ trụ hỗn loạn.

## Đời tư
Gomez đã tuần hành để ủng hộ phong trào Black Lives Matter và tại Tuần hành phụ nữ 2017.

## Danh sách phim

### Điện ảnh
| Năm  | Phim                                        | Vai diễn       | Ghi chú                                           |
| ---- | ------------------------------------------- | -------------- | ------------------------------------------------- |
| 2019 | Shadow Wolves                               | Chucky         |                                                   |
| 2021 | Boob Sweat                                  | Francis        | Phim ngắn; ghi danh dưới tên Xochitl Gomez-Deines |
| 2022 | Doctor Strange in the Multiverse of Madness | America Chavez | Hậu kỳ                                            |

### Truyền hình
| Năm  | Tiêu đề               | Vai               | Ghi chú                                               |
| ---- | --------------------- | ----------------- | ----------------------------------------------------- |
| 2018 | Raven's Home          | School Journalist | Tập phim: "Winners and Losers", "Raven's Home: Remix" |
| 2019 | You're the Worst      | Eclipse Kid       | Tập phim: "The Pillars of Creation"                   |
| 2020 | Gentefied             | Young Ana         | Tập phim: "Brown Love"                                |
| 2020 | The Baby-Sitters Club | Dawn Schafer      | Vai chính (mùa 1), 7 tập                              |

## Giải thưởng
| Năm  | Giải thưởng        | Hạng mục               | Tác phẩm      | Kết quả   | Nguồn  |
| ---- | ------------------ | ---------------------- | ------------- | --------- | ------ |
| 2020 | Young Artist Award | Supporting Teen Artist | Shadow Wolves | Đoạt giải | [ 12 ] |